# Daniel Rundqvist
Daniel Rundqvist, folkbokförd Nils Daniel Rundquist, född 10 mars 1964 i Karlskoga församling i Örebro län, är en svensk journalist.
Daniel Rundqvist var under 27 år verksam inom radion, bland annat som nyhetsreporter, programledare och producent vid P4 Jönköping och Ekonyheter innan han blev kanalchef för P4 Skaraborg. Efter fyra år där gick han över till TV och blev 2015 redaktionschef och ansvarig utgivare för SVT Nyheter Jönköping.
Han var ordförande i Korskyrkan i Jönköping 1995–2003.
Rundqvist är uppvuxen i Huskvarna och Jönköping. Han är son till rektor Arne Rundqvist och Solfrid, ogift Vändal, samt gift sedan 1987 med Carina Elg (född 1964).